# Kłapacz
Kłapacz (niem. Klapperberg, 575, 573 m n.p.m.) – wzniesienie o dwóch wierzchołkach, w południowo-zachodniej Polsce, w Sudetach Środkowych, w Górach Bardzkich.

## Położenie i opis
Wzniesienie położone jest w południowo-środkowej części Grzbietu Wschodniego Gór Bardzkich, w bocznym ramieniu odchodzącym od Łaszczowej około 1,5 km na południowy wschód od Przełęczy Bardzkiej.
Góra z niewyraźnie zaznaczonymi wierzchołkami o kształcie rozciągniętego kopca i średnio stromymi zboczami, które czynią wzniesienie widocznym w terenie. Obie kulminacje góry tworzą jeden wierzchołek. Od wschodu i południa wzniesienie okala potok górski Jodłownik, a od zachodu bezimienny jego dopływ, od północnego zachodu oddzielone jest Przełęczą Bardzką, do której opada łagodnym zboczem. Góra wyrasta w bocznym odgałęzieniu, odchodzącym od południowo-zachodniego grzbietu, który ciągnie się od Mysiej Góry aż do Owczej Góry nad Kłodzkiem.
Góra zbudowana jest z dolnokarbońskich szarogłazów, zlepieńców i łupków ilastych struktury bardzkiej. Na południowym zboczu występują ławice wojciechowickich łupków krzemionkowych.
Zbocza i szczyt w partii szczytowej porasta las mieszany regla dolnego, zbocza góry poniżej poziomu 520 m częściowo zajmują niewielkie płaty lasu, między którymi rozciągają się łąki i pola uprawne należące do okolicznych wiosek.
Północno-zachodnim zboczem trawersuje Droga Graniczna dochodząca do Przełęczy Łaszczowej. U podnóża wniesienia położone są Wojciechowice, które okalają je od południa i wschodu.
Góra w przeszłości nosiła nazwę: Klapperberg.